# Michail Litwin
Michail Sergejewitsch Litwin (russisch Михаил Сергеевич Литвин, engl. Transkription Mikhail Litvin; * 5. Januar 1996 in Petropawl) ist ein kasachischer Sprinter, der sich auf die 400-Meter-Distanz spezialisiert hat.

## Sportliche Laufbahn
Erste Erfahrungen bei internationalen Meisterschaften sammelte Michail Litwin bei den Jugendweltmeisterschaften 2013 in Donezk, bei denen er über 200 Meter in der ersten Runde ausschied. 2014 wurde er bei den Juniorenasienmeisterschaften in Taipeh Vierter im 400-Meter-Lauf sowie Achter mit der kasachischen 4-mal-400-Meter-Staffel. Anschließend nahm er an den Juniorenweltmeisterschaften in Eugene über 400 Meter teil, wurde dort aber bereits im Vorlauf disqualifiziert. 2015 schied er bei den Asienmeisterschaften in Wuhan in der ersten Runde aus. Im Sommer trat er mit der Staffel bei den Studentenweltspielen in Gwangju an, erreichte aber nicht das Finale. 2016 gewann er bei den Hallenasienmeisterschaften in Doha die Bronzemedaille über 400 Meter.
2017 nahm er erneut an den Studentenweltspielen in Taipeh teil und belegte diesmal im Finale den siebten Platz. Mit der Staffel konnte er das Finale der besten Acht nicht erreichen. Anfang September gewann er bei den Asian Indoor & Martial Arts Games in Aşgabat die Bronzemedaille über 400 Meter und musste den Vorlauf mit der 4-mal-400-Meter-Staffel abbrechen. 2018 nahm er an den Hallenasienmeisterschaften in Teheran teil und gewann mit der kasachischen Stafette die Silbermedaille und belegte im Einzelbewerb Platz vier. Einen Monat darauf nahm er an den Hallenweltmeisterschaften in Birmingham und schied dort mit 47,94 s im Halbfinale aus. Ende August qualifizierte er sich erstmals für die Asienspiele in Jakarta, bei denen er in 46,17 s den sechsten Platz belegte. Zudem gewann er mit der gemischten 4-mal-400-Meter-Staffel in 3:19,52 min die Bronzemedaille hinter Bahrain und Indien. 2019 wurde Bahrain disqualifiziert und die Silbermedaille Kasachstan zugesprochen. Bei den Asienmeisterschaften 2019 in Doha gewann Litwin in persönlicher Bestzeit von 45,25 s die Bronzemedaille im 400-Meter-Lauf. Zudem belegte er mit der gemischten Staffel in 3:20,73 min Rang vier. Anschließend schied er bei den World Relays in Yokohama in der Mixed-Staffel mit 3:24,54 min im Vorlauf aus und gewann daraufhin bei seiner dritten Sommer-Universiade in Neapel in 45,77 s die Silbermedaille hinter dem Mexikaner Valente Mendoza, ehe er mit der kasachischen 4-mal-400-Meter-Staffel mit neuem Landesrekord von 3:07,66 min Rang acht belegte. Anfang Oktober nahm er an den Weltmeisterschaften in Doha teil und schied dort mit 46,28 s in der ersten Runde aus. 2021 qualifizierte er sich über die Weltrangliste für die Olympischen Spiele in Tokio und schied dort mit 47,15 s in der Vorrunde aus.
2022 erreichte er bei den Hallenweltmeisterschaften in Belgrad das Halbfinale und schied dort mit 46,89 s aus. Im Juni siegte er in 46,04 s beim Qosanov Memorial und schied dann bei den Weltmeisterschaften in Eugene mit 45,63 s im Semifinale aus. Daraufhin siegte er in 45,36 s bei den Islamic Solidarity Games in Konya und belegte dort in der 4-mal-400-Meter-Staffel in 3:10,63 min den fünften Platz. Im Jahr darauf gewann er bei den Hallenasienmeisterschaften im heimischen Astana in 46,39 s die Silbermedaille über 400 Meter hinter dem Katari Ammar Ismail Yahia Ibrahim und mit der Staffel siegte er mit neuem Landesrekord von 3:09,15 min gemeinsam mit Andrei Sokolow, Elnur Muchitdinow und Wjatscheslaw Sems. Im Juli schied er bei den Asienmeisterschaften in Bangkok mit 46,74 s im Semifinale über 400 Meter aus und verpasste mit der Staffel mit 3:11,70 min den Finaleinzug. Anschließend wurde er bei den World University Games in Chengdu im Halbfinale disqualifiziert. 2025 belegte er bei den Asienmeisterschaften in Gumi in 3:11,82 min den sechsten Platz in der Männerstaffel und gelangte mit der Mixed-Staffel mit 3:22,70 min auf Rang vier.
In den Jahren 2015 sowie von 2017 bis 2019 und 2022 wurde Litwin kasachischer Meister im Freien über 400 Meter sowie 2018, 2021 und 2022 in der Halle. 2019 siegte er in der Halle auch im 800-Meter-Lauf und 2022 über 200 Meter. Er absolvierte ein Coachingstudium an der Staatlichen Universität Nordkasachstan in Petropawl.

## Persönliche Bestzeiten
- 200 Meter: 20,88 s (+0,1 m/s), 26. Mai 2019 in Almaty
  - 200 Meter (Halle): 21,16 s, 25. Februar 2022 in Öskemen
  - 300 Meter (Halle): 33,14 s, 12. Februar 2022 in Öskemen (Asienbestleistung)
- 400 Meter: 45,25 s, 22. April 2019 in Doha (kasachischer Rekord)
  - 400 Meter (Halle): 46,26 s, 19. Januar 2019 in Öskemen (kasachischer Rekord)
  - 800 Meter (Halle): 1:53,45 min, 22. Januar 2019 in Öskemen